# Reinhard Klesczewski
Reinhard Klesczewski (* 17. Januar 1933 in Königsberg; † 5. Dezember 2011 in Düsseldorf) war ein deutscher Romanist, Italianist  und Literaturwissenschaftler.

## Leben
Reinhard Klesczewski („Klesch“) machte 1953 in Kiel Abitur. Er studierte in Kiel, Paris und Bologna. Er wurde 1962 in Kiel bei Hans Ludwig Scheel mit der Arbeit Die französischen Übersetzungen des „Cortegiano“ von Castiglione promoviert (erschienen u. d. T. Die französischen Übersetzungen des Cortegiano von Baldassare Castiglione. Untersuchungen zur Textgeschichte des Courtisan und zum Übersetzerstil von Jean Chaperon (?), Jean Colin, Mellin de Saint-Gelais (?), Gabriel Chappuis u. Jean-Baptiste Duhamel, Heidelberg 1966). Mit seinem Lehrer ging er 1963 an die Universität des Saarlandes und habilitierte sich dort  1978 mit Untersuchungen zur Struktur der frühen romanischen Novelle: Boccaccio ‘Il Decameron’. 1979 wechselte er an die Universität Düsseldorf und war dort bis zu seinem Ruhestand Professor für Romanische Philologie.

## Werke
- als Herausgeber mit Willi Hirdt: Italia viva. Studien zur Sprache und Literatur Italiens. Festschrift für Hans Ludwig Scheel (= Tübinger Beiträge zur Linguistik. 220). Narr, Tübingen 1983, ISBN 3-87808-220-7.
- als Herausgeber mit Bernhard König, in Verbindung mit Lea Ritter-Santini und Volker Kapp: Italienische Literatur in deutscher Sprache. Bilanz und Perspektiven (= Transfer. 2). Narr, Tübingen 1990, ISBN 3-8233-4081-6 (Kongress Düsseldorf 1988).
- als Herausgeber mit Uwe Baumann: Penser l'Europe – Europa denken (= Kultur und Erkenntnis. 17). Francke, Tübingen u. a. 1997, ISBN 3-7720-2408-4 (Kongress Düsseldorf 1993).